# エチュード洋菓子店
有限会社エチュード洋菓子店（えちゅーどようがしてん）は、北海道旭川市に本社を置く洋菓子店。

## 概要
1984年に創業し、旭川市内で3店舗の洋菓子店を展開している。
旭川市内の養鶏場「旭川ポートリー」の卵と興部町の牧場「ノースプレインファーム」の牛乳を使用した「お昼ねプリン」は、スイーツファンによって投票される「プリンの殿堂2006」で1位を受賞した。

## 店舗
- 旭町店（本店）[6]
- 東光店[7]
- すえひろ店[8]

## 主な商品
- お昼ねプリン[9]
- チョコのえくぼ[10]
- 北のめぐみ[11]
- 北国育ち[12]
- 天使のほほえみ（チーズタルト）[13]
- 旭川地酒じゅれ[14]
- よいどれ（酒カステラ）[15]
- カタラーナ[16]
- たまごロール[17]
- 味わいジュレ[18]
- 笑顔のフロマージュ（チーズケーキ）[19]
- 牧場のチーズ（チーズタルト）[20]
- 完熟チョコレート[21]
- 旭川スフレ[22]